# Залужна вулиця
Залу́жна ву́лиця — вулиця в Голосіївському районі міста Києва, місцевість Віта-Литовська. Пролягає від Бродівської вулиці до Залужного провулку.
Приле́гла ву́лиця — Любомирська.

## Історія
Вулиця виникла в середині XX століття. Сучасна назва — з 1957 року. У ряді документів названа вулицею Залежною.